# HD 94497
HD 94497，又名BD+34 2178，SAO 62310、HR 4256，是一颗恒星，视星等为5.72，位于銀經190.31，銀緯64.1，其B1900.0坐标为赤經10h 49m 24.7s，赤緯+34° 64.1′ 7″。